# از پدر بپرس
از پدر بپرس (انگلیسی: Ask Father) یک فیلم کمدی صامت کوتاه به کارگردانی هال روچ است که در سال ۱۹۱۹ منتشر شد.

## بازیگران
- هارولد لوید
- اسناب پالرد
- ببه دنیلز
- والاس هاو
- باد جیمیسون
- نوآ یانگ
- سمی بروکس
- ماری موسکینی
- جیمز پروت
- لایج کانلی
- ویلیام گیلسپی
- لو هاروی
- مارگارت جاسلین
- دوروثیا والبرت
- چارلز استیونسون